# Château de Favols
Le château de Favols est un château français situé au lieu-dit Favols, dans la commune de Bias, en Lot-et-Garonne.

## Histoire
Le château remonterait au Xe siècle d'après M. de Carbounié. En 911, les Vikings remontant le Lot ont pillé l'église de Casseneuil et le château de Favols.
Le château est implanté près d'un gué. Le nom de Favols dans sa forme latine de Favolibus signifie "endroit de passage". C'était probablement un château péager qui a été édifié par la famille de Favols. Cette famille est citée dans les hommages rendus au comte de Toulouse en 1259.
La construction du château actuel dans ses parties les plus anciennes date de la fin du XIIIe siècle ou du début du XIVe siècle. Le château est un quadrilatère avec quatre tours d'angle dont trois subsistent.
Les Favols ont été seigneurs de Cours, Dolmayrac, Lamaurelle et Pépinès. Probablement affaiblis par la guerre de Cent Ans abandonnèrent le château en 1430. Il est racheté et habité  par les Durfort jusqu'à la fin de la guerre de Cent Ans, puis est échangé avec le seigneur de Montratier en 1456.
Bertrand de Gervain de Roquepiquet est marié avec Françoise de Montratier, fille d'Antoine de Montratier, seigneur de Favols, en 1526, et en devient propriétaire. En 1540 il devient la propriété de la famille Deshoms (ou Des Homs). Les Deshoms sont restés seigneurs de Favols jusqu'en 1835.
Au XVIe siècle, une croisée moulurée est ouverte dans le corps de logis sur la cour. Au XVIIIe siècle de grandes baies été ont percées. L'aile ouest a été reconstruite un peu plus à l'ouest que la précédente. Le château n'a pas trop subi de dégâts pendant la Révolution. Le château a été rendu aux Deshoms en 1795.
En 1835, le dernier propriétaire de la famille, Jean-Baptiste Deshoms, a vendu le château à un négociant de Villeneuve-sur-Lot, le sieur Robin, qui le revend en 1862 au sieur Barlus pour 50 000 francs-or. Le château est passé aux propriétaires actuels par héritage.
Le château composée de deux tours et d'un corps de logis qui les réunit date de la fin du XIIIe siècle ou du début du XIVe siècle.
Le château a été inscrit au titre des monuments historiques le 28 décembre 1981,  (inventaire supplémentaire) pour la cour intérieure.
Le château a été inscrit au titre des monuments historique en décembre 2015 (ISMH) pour l'ensemble du bâtiment et ses abords. (cf liste des Bâtiments historiques de Lot-et-Garonne)